# Aeroporto di Agadir-Al Massira
L'Aeroporto di Agadir-Al Massira (IATA: AGA, ICAO: GMAD) è un aeroporto marocchino situato nella prefettura di Inezgane-Aït Melloul e definito come internazionale dalle autorità dell'aviazione civile marocchine.